# Andrew Feldman
Andrew Feldman, potocznie określany jako lord Feldman (ur. 25 lutego 1966 w Londynie) – brytyjski prawnik i polityk, członek Partii Konserwatywnej, par dożywotni, od 2010 współprzewodniczący Partii Konserwatywnej. 

## Życiorys
Jest absolwentem prawa na Brasenose College w Oksfordzie. Po studiach podjął pracę w branży konsultingowej, a jednocześnie odbywał aplikację na prawnika typu barrister (wyspecjalizowanego w reprezentowaniu klientów na rozprawach sądowych). W 1991 uzyskał prawo wykonywania tego zawodu i rozpoczął praktykę. W 1995 przeszedł do firmy odzieżowej Jayroma, gdzie został prezesem. W 2005 był jedną z osób zaangażowanych w wewnątrzpartyjną kampanię wyborczą Davida Camerona, gdy polityk ten ubiegał się o stanowisko lidera Partii Konserwatywnej. Po zwycięstwie Camerona objął stanowisko zastępcy skarbnika partii. W 2008 został zatrudniony przez partię na stanowisku jej dyrektora wykonawczego, będącym najwyższą funkcją przewidzianą w jej strukturze dla zawodowego menedżera, nie zaś polityka. 
W maju 2010 został awansowany na stanowisko współprzewodniczącego partii, co jest już funkcją bardziej polityczną i odpowiada sekretarzowi generalnemu partii w Polsce. Razem z nim obowiązki te wypełniała baronessa Warsi, będąca drugą współprzewodniczącą. W grudniu 2010 został kreowany parem dożywotnim jako baron Feldman of Elstree i zasiadł w ławach konserwatystów w Izbie Lordów. We wrześniu 2012 w wyniku zmian w rządzie i partii baronessę Warsi zastąpił w roli drugiego współprzewodniczącego Grant Shapps. 